# 리프티드 (영화)
리프티드(Lifted)는 미국에서 제작된 게리 라이스트롬 감독의 2006년 애니메이션 영화이다. 캐서린 사라피안 등이 제작에 참여하였다.
이 영화는 픽사가 제작한 SF 영화로서 라이스트롬 감독의 데뷔작이다.
1972년 영화 메트로폴리스의 영향을 받은 이 단편 영화는 2006년 10월 12일 제42회 시카고 국제 영화제에서 초연되었으며 2007년 6월 29일 픽사의 라따뚜이와 함께 극장과 홈 미디어에서 개봉하였다.